# Palazzo a Mare
Palazzo a Mare è un sito archeologico del versante nord dell'isola di Capri, nel golfo di Napoli.
È costituito dai resti ancora ben conservati di uno splendido palazzo (palatium) di origine imperiale, costruito probabilmente da Augusto ed in seguito modificato da Tiberio. Il palazzo era dotato anche di un ninfeo semicircolare e sembra fosse residenza estiva dell'imperatore. Secondo alcune fonti vi sarebbe stato esiliato l'ultimo imperatore romano Romolo Augusto.
Gli edifici del complesso sono stati saccheggiati nel XVIII e XIX secolo.  Gli scavi della villa furono realizzati da Amedeo Maiuri a partire dal 1932.